# Camp Crater
Der Camp Crater ist ein Krater eines Stratovulkans auf der karibischen Insel St. Kitts.

## Geographie
Der Camp Crater liegt zwischen The Weir und Olivees Mountain im Zentrum der Insel St. Kitts auf einer Höhe von ca. 481 m.